# Adeline Kastalion
Adeline Kastalion (* 2003 oder 2004) ist eine deutsche Profi-Tänzerin, die vor allem durch ihre Teilnahme an der Fernsehsendung Let’s Dance bekannt wurde.

## Leben
Als Trainerin arbeitet sie seit 2019 im Tanzstudio Magic Dance von Sergiu und Regina Luca.

## Wirken
Kastalion arbeitete mit ihrem langjährigen Tanzpartner Maik Zimmer von 2014 bis 2022 für achteinhalb Jahre zusammen. Sie wurden 2014 Deutschlandpokalsieger der Junioren I der B-Klasse und 2021 wurden sie Deutscher Vizemeister der Jugend in der A-Klasse Latein (aber nicht Deutscher Meister, wie einige Medien fälschlicherweise behaupten).
Die beiden waren als Deutscher Vizemeister für die Europa- und die Weltmeisterschaft der Jugend qualifiziert, aber beide Meisterschaften mussten aufgrund der COVID-19-Pandemie abgesagt werden.
Kastalion stand 2015 im Finale von Got To Dance Kids.
2019 war sie bei einer Gruppenperformance von Sergiu und Regina Luca bei Let’s Dance dabei. Sie trat erstmals im Mai 2024 bei der Profi-Challenge von Let’s Dance mit Tanzpartner mit Andrzej Cibis auf.

## Erfolge
- 2014: Deutschlandpokalsieger der Junioren I der B-Klasse Latein[3]
- 2021: Deutscher Vizemeister der Jugend der A-Klasse Latein[1]